# Прилуцька дослідна станція
Прилуцька дослідна станція — державна установа мережі Українського науково-дослідного інституту садівництва Національної академії аграрних наук України.

## Історія
Станція створена в 1936 році. За радянських часів вона була однією з провідних наукових установ по створенню нових сортів ефіроолійних культур та виробництву м'ятної ефірної олії в Україні. Станція має більше 100 завершених наукових розробок, у тому числі зі створення 14 сортів м'яти.  
На даний час станція має потужну генофондову колекцію рододендронів, яка налічує 30 сортів, 25 видів і декоративних форм, понад 100 сортів хризантем, сотні видів та сортів ірисів, у тому числі 13 авторських. Працівники дослідної станції створили нові сорти смородини чорної та порічок та багато інших рослин. Створені колекції квіткових, декоративних, ягідних, ефіроолійних, лікарських рослин та м'яти є одними з найбільших в північному регіоні України.

## Структура
В своєму складі станція має наступні дослідні господарства:
1. ДП «ДГ «Деснянське» Прилуцької ДС  ІС НААН» (Чернігівська область, Чернігівський район, с. Новоселівка);
2. ДП «ДГ Прилуцької ДС  ІС НААН» (Чернігівська область, м. Прилуки).
На території станції діє дендропарк «Прилуцький», якому у 2008 році було надано статусу об'єкта природно-заповідного фонду місцевого значення.

## Діяльність
Основні напрямки діяльності дослідної станції:
1. декоративне садівництво та квітникарство:
2. селекція, первинне насінництво квітково-декоративних та плодово-декоративних рослин, м’яти, ефіроолійних і лікарських культур;
3. розмноження цінних і рідкісних сортів та видів культур;
4. вирощування екологічно чистої лікарської, ефіроолійної сировини, квітково-декоративних культур;
5. найновіші системи захисту рослин від основних збудників хвороб, шкідників та бур’янів.

## Особистості
- Попов Олександр Петрович — заслужений працівник сільського господарства України, кандидат сільськогосподарських наук. Працював науковим директором станції[4].